# 莱钦
莱钦（德語：Letschin）是德国勃兰登堡州的市镇，隶属于梅尔基施-奥得兰县。总面积为142.21平方千米，截至2023年12月31日总人口为3,879人。